# 私淑
| ウィキペディアには「私淑」という見出しの百科事典記事はありません（タイトルに「私淑」を含むページの一覧/「私淑」で始まるページの一覧）。 代わりにウィクショナリーのページ「私淑」が役に立つかもしれません。 |